# Swindle

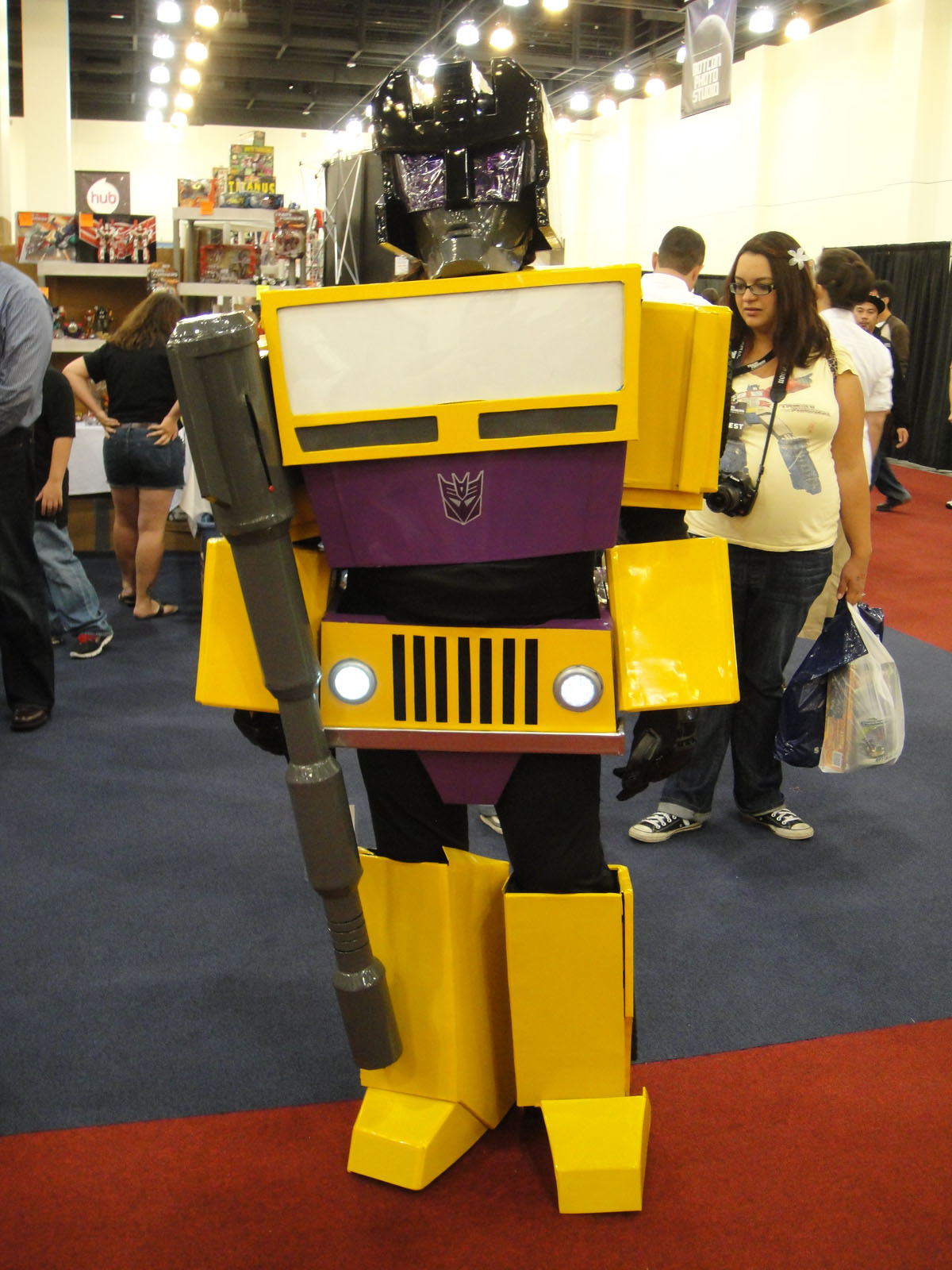
Cosplay de Swindle

Swindle es un personaje ficticio del mundo de los Transformers el pertenece a las filas de los Decepticons del grupo de los Combaticons.

## Transformers: Generación 1
Swindle apareció por primera vez en el episodio "La Brigada de Starscream", fue uno de los Combaticons que tuvo un rol más importante que el resto, su modo alterno es Jeep de combate y forma la pierna derecha del Gestalt Bruticus, físicamente era muy parecido a Hound, después de la batalla de Ciudad Autobot, Swindle fue uno de los Decepticons manipulados por los Quintessons para atacar a los Autobots en Cybertron, pudo introducirse en Metroplex para poder quitarle el transformador.
La última aparición de Swindle fue en el último episodio de la tercera temporada "El Renacimiento, Parte 3". Él y los otros Combaticons continuó apareciendo en los japoneses spin-off de la serie Transformers Headmasters.

## Transformers Robots In Disguise
Swindle viene a ser Rollbar su nombre en esta serie es miembro de los Combatrons un grupo de Decepticons liderados por Scourge es también ahí un jeep de combate y forma la pierna derecha del Gestalt Ruination.

## Transformers: Armada
Swindle es un mini-con de Starscream que se transforma en un auto Fórmula 1 de carreras.

## Transformers: Energon
Swindle se dice llamar Blight su nombre equivalente, es el mismo combaticon o combatron que se convierte en un Tanque de Guerra.

## Transformers: Cybertron
Swindle es un Decepticon que se transforma en un Buggy. 

## Transformers Animated
Swindle es muy similar a su personaje en Transformers: Generación 1, en Transformers Animated es un pirata, traficante de armas y cazarrecompensas de los Decepticons sin lealtad alguna al igual que Lockdown, su primera aparición fue en el episodio 24 de la segunda temporada "S.U.V. Sociedad Unida de Villanos", en que bajo las órdenes de un misterioso benefactor, el Arquero Enojado, Nanosec, la Princesa Justiciera, y la nueva villana Slo-Mo quien utilizaba un fragmento del Allspark, delinquen juntos para derrotar a los Autobots. Sin embargo, pronto, todos descubren que el benefactor de S.U.V. resulta ser el Decepticon traficante de armas conocido como Swindle quien luego este quedó inmovilizado después de ser derrotado por los Autobots.
La Última aparición de Swindle fue en el episodio 39 de la tercera temporada "Aire Decepticon" en el que este fue liberado por una tormenta magnética la cual lo reactiva a este y logra liberar a Ramjet, Sunstorm, Blitzwing y Lugnut ocasionando graves problemas a la guardia de élite al final logra escapar cuando este encuentra una pequeña nave que lo lleva a un rumbo desconocido.